# 곰네 (1980년 드라마)
《곰네》는 1980년 5월 9일에 방영된 KBS 문예극장이다.

## 줄거리
성실하게 살아가는 여인의 불행한 삶을 그린다.
곰네의 본명은 박길녀지만 사람들에게는 곰네로 불린다. 고운 심성과 순박함 때문에 곱다는 뜻으로 곰네로 불리는 게 아니라 곰처럼 강하고 억세기 때문이다. 곰네는 병든 노모의 죽음과 동시에 소작한 땅마저 잃게 되지만 열심히 품삭을 벌어 마침내 자신의 논밭을 장만하게 된다. 동네 아낙네들의 중신으로 순박하고 착한 남편감까지 얻게 되지만, 그녀의 땅문서와 모든 재산을 가지고 도망쳐버린다. 알고보니 남편은 유부남에 형편없는 노름꾼이었다는 것이다. 곰네는 남편을 찾아나섰다가 그의 옛집에 홀로 남겨진 남편의 전처소생의 어린 딸을 데리고 돌아온다.

## 등장 인물

### 주요 인물
- 이진숙 : 곰네 역
- 강효실
- 박주아
- 민욱 : 천석 역

### 그 외 인물
- 장학수
- 나옥녀
- 이주실
- 곽경환
- 지계순
- 최선자 : 방울장수 역
- 홍영자
- 선우은숙
- 박양례
- 임인숙